# الصب بالتجميد

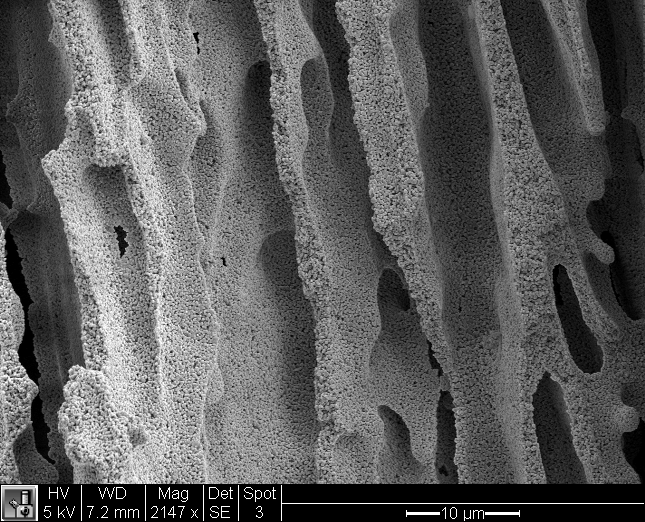
أكسيد الألومنيوم المصبوب بالتجميد والذي جرى تلبيده جزئيًا. اتجاه التجميد في الصورة هو للأعلى.

الصب بالتجميد (Freeze-casting)، والذي يُشار إليه أيضًا غالبًا باسم قالب الجليد ice-templating أو محاذاة التجميد freeze alignment، هو تقنية تستغل سلوك التصلب شديد التباين لمذيب (عادةً ما يكون الماء) في محلول أو ملاط جيد التشتت لتشكيل قوالب قابلة للتحكم في السيراميك المسامي الاتجاهي، والبوليمرات، والفلزات، وهجيناتها. من خلال إخضاع محلول مائي أو ملاط لتدرج درجة الحرارة الاتجاهي، سوف تتشكل بلورات الجليد على جانب واحد وتزداد على طول اتجاه التدرج في درجة الحرارة. ستعمل بلورات الثلج على إعادة توزيع المادة المذابة والجسيمات العالقة أثناء تكونها داخل المحلول أو الملاط، مما يشكل قالبًا فعالًا للمكونات الموزعة في المحلول أو الملاط.
بمجرد انتهاء عملية التصلب، يُوضع المركب المصبوب بالتجميد في مجفف التجميد لإزالة بلورات الجليد. يحتوي الجسم الأخضر الناتج على مسام دقيقة [الإنجليزية] متباينة الخواص في نسخة طبق الأصل من بلورات الجليد المتسامية والهياكل من المسام الدقيقة [الإنجليزية] إلى التعبئة الشبيهة بالصدف بين الجزيئات الخزفية أو المعدنية في الجدران. غالبًا ما تُظهر الجدران التي جرى تصميمها وفقًا لشكل بلورات الجليد سمات أحادية الجانب. تشكل هذه معًا بنية خلوية منظمة هرميًا. غالبًا ما يجري تلبيد هذا الهيكل من المعادن والسيراميك، أو يُربط بشكل متقاطع في حالة البوليمرات، لتعزيز جدران الجسيمات وتوفير القوة للمواد المسامية. تتراوح المسامية الناتجة عن تسامي بلورات المذيبات عادة بين 2 إلى 200 ميكرومتر.

## نظرة عامة
يعود أول ملاحظة للهياكل الخلوية الناتجة عن تجميد الماء إلى أكثر من قرن من الزمان، ولكن أول حالة منشورة للصب بالتجميد، بالمعنى الحديث، كانت في عام 1954 عندما حاول ماكسويل وآخرون تصنيع شفرات شاحن توربيني من مساحيق مقاومة للحرارة. لقد قاموا بتجميد شرائح سميكة للغاية من كربيد التيتانيوم، مما أدى إلى إنتاج قوالب ذات شكل شبكي تقريبًا كانت سهلة التلبيد والتصنيع. وكان هدف هذا العمل، على أية حال، هو صنع سيراميك كثيف. ولم يكن الأمر كذلك حتى عام 2001، عندما قام فوكاساوا وآخرون بإنشاء مصبوبات الألومينا المسامية الاتجاهية، حيث ترسخت فكرة استخدام الصب بالتجميد بوصفه وسيلة لإنشاء هياكل مسامية جديدة. منذ ذلك الوقت، شهد البحث نموًا كبيرًا مع ظهور مئات الأوراق البحثية خلال العقد الماضي تتناول هذا الموضوع.
تنطبق مبادئ الصب بالتجميد على مجموعة واسعة من مجموعات الجسيمات ووسائط التعليق. ويُعد الماء هو أكثر الوسائل المُستخدمة على الإطلاق لإنشاء مُعلَّق، ومن خلال التجفيف بالتجميد فهو يساعد بسهولة على تحقيق خطوة التسامي الضرورية لنجاح عمليات الصب بالتجميد. بسبب المستوى العالي من التحكم والنطاق الواسع من البنى الدقيقة المسامية المحتملة التي يمكن أن يُنتجها الصب بالتجميد، فقد اعتُمدت هذه التقنية في مجالات مختلفة مثل هندسة الأنسجة، والفوتونيات، والمركبات المعدنية، وطب الأسنان، وعلم المواد، وحتى علم الغذاء.
هناك ثلاث نتائج نهائية محتملة لتجميد مستعلق من الجسيمات في اتجاه واحد [الإنجليزية]. أولاً، ينمو الجليد على شكل جبهة مستوية، ويدفع الجزيئات إلى الأمام مثلما تدفع الجرافة كومة من الصخور. ويحدث هذا السيناريو عادةً عند سرعات تصلب منخفضة جدًا (أقل من 1 μm لكل ثانية) أو مع جزيئات دقيقة للغاية لأنها يمكن أن تتحرك بالحركة البراونية بعيدًا عن الجبهة. لا يحتوي الهيكل الناتج على أي مسامات كبيرة. الاحتمال الثاني أنه عند زيادة سرعة التصلب أو حجم الجسيمات أو التحميل الصلب بشكل معتدل، تبدأ الجسيمات بالتفاعل بطريقة ذات معنى مع الجبهة الجليدية القادمة. وتكون النتيجة عادةً عبارة عن بنية نموذجية صفائحية [الإنجليزية] أو خلوية يعتمد شكلها الدقيق على الظروف الخاصة للنظام. هذا النوع من التصلب هو الذي يستهدف المواد المسامية المصنوعة عن طريق الصب بالتجميد. أما الاحتمال الثالث لتكوين بنية التجميد يحدث عندما لا تُمنح الجسيمات وقتًا كافيًا للانفصال عن المستعلق، مما يؤدي إلى تغليف الجسيمات بالكامل داخل الجبهة الجليدية. يحدث هذا عندما تكون معدلات التجميد سريعة، أو يصبح حجم الجسيمات كبيرًا بدرجة كافية، أو عندما يكون تحميل المواد الصلبة مرتفعًا بدرجة كافية لإعاقة حركة الجسيمات. لضمان القولبة، يجب إخراج الجسيمات من الجبهة القادمة. ويوصف ذلك من ناحية الطاقة بأنه سيحدث إذا كان هناك زيادة إجمالية في الطاقة الحرة إذا ابتلع الجسيم (Δσ > 0).
{\displaystyle \Delta \sigma =\sigma _{ps}-(\sigma _{pl}+\sigma _{sl})}
حيث Δσ هو التغير في الطاقة الحرة للجسيم،
و σ ps هي جهد السطح [الإنجليزية] بين الجسيم والواجهة،
و σ pl هي الجهد بين الجسيم والطور السائل
و σ sl هي الجهد السطحي بين الطور الصلب والطور السائل.
هذا التعبير صالح عند سرعات التصلب المنخفضة، عندما يتحرك النظام من التوازن قليلاً فقط. عند سرعات التصلب العالية، يجب أيضًا أخذ الحركية في الاعتبار. سيكون هناك فيلم سائل (طبقة رقيقة) بين الجبهة والجسيم للحفاظ على النقل المستمر للجزيئات التي يجري دمجها في البلورة المتنامية. عندما تزداد السرعة الأمامية، سوف ينخفض سُمك هذه الطبقة (d) بسبب زيادة قوى السحب. تحدث السرعة الحرجة (vc) عندما لم تعد الطبقة سميكة بدرجة كافية لتوفير الإمداد الجزيئي المطلوب. بهذه السرعة سوف يتم ابتلاع الجسيم. يعبر معظم الباحثين عن vc كدالة في حجم الجسيم حيث {\displaystyle v_{c}\propto {\tfrac {1}{R}}}. يحدث الانتقال من مورفولوجيا R المسامية (الصفائحية) إلى مورفولوجيا يجري فيها احتجاز غالبية الجسيمات عند vc، والذي يمكن تحديده عمومًا على النحو التالي:
{\displaystyle v_{c}={\frac {\Delta \sigma d}{3\eta R}}\left({\frac {a_{0}}{d}}\right)^{z}}
حيث a0 هي المسافة المتوسطة بين الجزيئات للجزيء المتجمد داخل السائل،
وd هي السُمك الكلي للفيلم السائل (الطبقة السائلة)،
وη هي لزوجة المحلول،
و R هو نصف قطر الجسيم،
و z هو الأس الذي يمكن أن يتراوح من 1 إلى 5.
كما هو متوقع، تتناقص vc مع زيادة نصف قطر الجسيم R.
قام Waschkies et al بدراسة بنية القوالب المخففة إلى المركزة -المصبوبة بالتجميد- من سرعات تصلب منخفضة (< 1 ميكرومتر/ثانية) إلى عالية للغاية (> 700 ميكرومتر/ثانية). ومن خلال هذه الدراسة، تمكنوا من إنشاء خرائط مورفولوجية للهياكل المصبوبة بالتجميد في ظل ظروف مختلفة. تُعتبر الخرائط مثل هذه ممتازة لإظهار الاتجاهات العامة، ولكنها محددة تمامًا لنظام المواد الذي اشتُقت منه. بالنسبة لمعظم التطبيقات التي سيتم فيها استخدام القوالب المجمدة بعد التجميد، تكون المواد الرابطة ضرورية لتوفير القوة في الحالة الخضراء. إن إضافة المادة الرابطة يمكن أن تغير بشكل كبير الكيمياء داخل البيئة المتجمدة، مما يؤدي إلى خفض نقطة التجمد وإعاقة حركة الجسيمات مما يؤدي إلى احتجاز الجسيمات بسرعات أقل بكثير من vc المتوقعة. ومع ذلك، إذا افترضنا أننا نعمل بسرعات أقل من vc وأعلى من تلك التي تُنتج جبهة مستوية، فسوف نحقق بنية خلوية ما مع كل من بلورات الجليد والجدران المكونة من جزيئات سيراميك معبأة. يرتبط شكل هذا الهيكل ببعض المتغيرات، ولكن الأكثر تأثيرًا هو التدرج في درجة الحرارة كدالة مع الزمن والمسافة على طول اتجاه التجمد.
تحتوي الهياكل المتجمدة على ثلاث مناطق مورفولوجية ظاهرة على الأقل. على الجانب الذي تبدأ فيه عملية التجميد توجد منطقة متجانسة تقريبًا بدون أي مسام مرئية تسمى المنطقة الأولية (Initial Zone IZ). مباشرة بعد تلك المنطقة توجد منطقة الانتقال (Transition Zone TZ)، حيث تبدأ المسام الكبيرة في التكون والتوافق مع بعضها البعض. قد تظهر المسام في هذه المنطقة بشكل عشوائي. المنطقة الثالثة تسمى منطقة الحالة المستقرة (Steady-State Zone SSZ)، حيث تصطف المسام الكبيرة في هذه المنطقة مع بعضها البعض وتنمو بشكل منتظم. داخل منطقة الحالة المستقرة، يمكن تعريف الهيكل بقيمة λ التي تمثل متوسط سُمك الجدار الخزفي والمسام الكبيرة المجاورة له.

### المنطقة الأولية IZ: النواة وآليات النمو
على الرغم من أن قدرة الجليد على رفض الجسيمات العالقة في عملية النمو معروفة منذ وقت طويل، إلا أن الآلية لا تزال موضوعًا لبعض النقاش. كان من المعتقد في البداية أنه خلال اللحظات التي تلي مباشرة تكوين nucleation بلورات الجليد، يتم رفض الجسيمات من الجبهة الجليدية المستوية المتنامية، مما يؤدي إلى تكوين منطقة فائقة التبريد مباشرة أمام الجليد المتنامي. تؤدي هذه المنطقة غير المستقرة في نهاية المطاف إلى اضطرابات تؤدي إلى كسر الجبهة المستوية إلى جبهة جليدية عمودية، وهي الظاهرة المعروفة باسم عدم استقرار مولينز-سيركيركا Mullins-Serkerka instability. بعد الانهيار، تنمو بلورات الجليد على طول اتجاه التدرج الحراري، مما يدفع جزيئات السيراميك من الطور السائل جانبًا بحيث تتراكم بين بلورات الجليد المتنامية. ومع ذلك، فإن التصوير بالأشعة السينية الحديثة لمعلقات الألومينا المجمدة اتجاهيًا يكشف عن آلية مختلفة.

### منطقة الانتقال TZ: بنية دقيقة متغيرة
ومع تباطؤ عملية التصلب وتحول حركية النمو إلى حد محدود للسرعة، تبدأ بلورات الجليد في استبعاد الجسيمات، وإعادة توزيعها داخل المستعلق. تتطور عملية نمو تنافسية بين مجموعتين من البلورات، تلك التي تتوافق مستوياتها القاعدية basal planes مع التدرج الحراري (بلورات z) وتلك التي يجري توجيهها عشوائيًا (بلورات r) مما يؤدي إلى بداية منطقة الانتقال TZ.
هناك مستعمرات من بلورات الجليد المتراصة بشكل مماثل والتي تنمو في جميع أنحاء المستعلق. توجد صفائح lamellae دقيقة من بلورات z المتراصة تنمو مع مستوياتها القاعدية المتراصة مع التدرج الحراري. تظهر بلورات r في هذا المقطع العرضي على شكل صفائح، ولكنها في الواقع تشبه إلى حد كبير البلورات الشجرية العمودية المقطوعة على طول التحيز. داخل منطقة الانتقال، تتوقف بلورات r عن النمو أو تتحول إلى بلورات z التي تصبح في النهاية هي السائدة، وتؤدي إلى نمو ثابت steady-state growth. هناك بعض الأسباب التي تؤدي إلى حدوث ذلك. أولًا أثناء التجميد، تميل البلورات المتنامية إلى التوافق مع التدرج في درجة الحرارة، حيث أن هذا هو أدنى تكوين للطاقة وأفضل من الناحية الديناميكية الحرارية. ومع ذلك، فإن النمو المتوافق يمكن أن يعني شيئين مختلفين. بافتراض أن التدرج في درجة الحرارة عمودي، فإن البلورة المتنامية ستكون إما موازية (بلورة z) أو عمودية (بلورة r) على هذا التدرج. يمكن للبلورة الموضوعة بشكل أفقي أن تنمو بما يتماشى مع التدرج في درجة الحرارة، ولكن هذا يعني النمو على وجهها بدلاً من حافتها. نظرًا لأن الموصلية الحرارية للجليد صغيرة جدًا (1.6 - 2.4 واط.متر/كلفن) مقارنة بمعظم أنواع السيراميك الأخرى (على سبيل المثال لمادة Al2O3 فإنها تساوي 40 واط.متر/كلفن)، فإن الجليد المتنامي سيكون له تأثير عازل كبير على الظروف الحرارية الموضعية داخل الملاط. يمكن توضيح ذلك باستخدام عناصر المقاومة البسيطة.
عندما يحدث محاذاة لبلورات الجليد مع مستوياتها القاعدية بالتوازي مع التدرج في درجة الحرارة (بلورات z)، يمكن تمثيلها كمقاومتين متوازيتين. لكن المقاومة الحرارية للسيراميك أصغر بكثير من المقاومة الحرارية للجليد، وبالتالي يمكن التعبير عن المقاومة الظاهرية على أنها السيراميكR الأدنى. إذا حدثت محاذاة لبلورات الجليد بشكل عمودي على التدرج الحراري (بلورات r)، فيمكن تقريبها كعنصرين مقاومين على التوالي. في هذه الحالة، يكون الجليدR محدودًا وسيحدد الظروف الحرارية الموضعية. تؤدي المقاومة الحرارية المنخفضة لحالة البلورة z إلى درجات حرارة أقل وتدفق حراري أكبر عند أطراف البلورات المتنامية، مما يدفع إلى المزيد من النمو في هذا الاتجاه، وفي الوقت نفسه، تعيق قيمة الكبيرة لـ الجليدR نمو البلورات r. ستكون كل بلورة ثلجية تنمو داخل الملاط عبارة عن مزيج من هذين السيناريوهين. تنص الديناميكا الحرارية على أن جميع البلورات تميل إلى التوافق مع التدرج الحراري التفضيلي مما يتسبب في أن تفسح بلورات r المجال في النهاية لبلورات z، وهو ما يمكن رؤيته من الأشعة السينية التالية الملتقطة داخل منطقة الانتقال TZ.
عندما تصبح بلورات z هي التوجه البلوري الوحيد المهم الموجود، تنمو الجبهة الجليدية بطريقة مستقرة باستثناء عدم وجود تغييرات كبيرة في ظروف النظام. وقد لوحظ في عام 2012 أنه في اللحظات الأولى من التجميد، توجد بلورات شجرية تنمو أسرع من جبهة التصلب بمقدار 5 إلى 15 مرة. تنطلق هذه الكتل الجليدية إلى الأعلى في المستعلق أمام الجبهة الجليدية الرئيسية ثم تذوب جزئيًا مرة أخرى. تتوقف هذه البلورات عن النمو عند النقطة التي تنتقل فيها منطقة الانتقال TZ بالكامل إلى منطقة الحالة المستقرة SSZ. وقد حدد الباحثون أن هذه النقطة المحددة تمثل الموضع الذي يكون فيه المستعلق في حالة توازن (أي أن درجة التجمد ودرجة حرارة المستعلق متساويتان). ومن ثم يمكننا القول إن حجم المناطق الأولية والانتقالية يمكن التحكم فيه من خلال مدى التبريد الفائق الذي يتجاوز درجة حرارة التجمد المنخفضة بالفعل. إذا تم التحكم في إعداد الصب بالتجميد بحيث يجري تفضيل التبلور عند التبريد الفائق الصغير فقط، فإن نتطقة الانتقال TZ سوف تفسح المجال لمنطقة الحالة المستقرة SSZ عاجلاً.

### منطقة النمو المستقرة
يحتوي الهيكل في هذه المنطقة النهائية على صفائح طويلة ومتراصة تتناوب بين بلورات الجليد والجدران الخزفية. كلما كان تجميد العينة بشكل أسرع، كلما كانت بلوراتها المذيبة (ومساماتها الكبيرة في النهاية) أدق. داخل منطقة الحالة المستقرة SSZ، السرعات العادية التي يمكن استخدامها للقالب الغرواني هي 10 – 100 مم/ثانية مما يؤدي إلى بلورات مذيبة عادة ما تكون بين 2 مم و 200 مم. يؤدي التسامي اللاحق للجليد داخل منطقة الحالة المستقرة SSZ إلى إنتاج شكل أولي من السيراميك الأخضر ذو مسامية في نسخة طبق الأصل تقريبًا من هذه البلورات الجليدية. تُحدد البنية الدقيقة للقوالب المجمدة داخل منطقة الحالة المستقرة SSZ من خلال طولها الموجي (λ) والذي يمثل متوسط سُمك جدار سيراميكي واحد بالإضافة إلى المسام الكبيرة المجاورة له. وقد أشارت العديد من الأبحاث المنشورة إلى تأثيرات حركية التصلب على البنية الدقيقة للمواد المصبوبة بالتجميد. ولقد ثبت أن λ تتبع علاقة قانون القوة التجريبية مع سرعة التصلب (υ) (المعادلة 2.14):
{\displaystyle \lambda =A\nu ^{-n}}
يُستخدم كل من A و υ كمعاملات ملائمة fitting parameters حيث لا توجد حاليًا طريقة لحسابها من المبادئ الأولى، على الرغم من الاعتقاد عمومًا أن A مرتبطة بمعاملات الملاط مثل اللزوجة والحمل الصلب، بينما يتأثر n بخصائص الجسيمات.

## التحكم في البنية المسامية
هناك فئتان عامتان من الأدوات المستخدمة في تصميم القالب المتجمد:
1. كيمياء النظام - وسط التجميد والمواد الجسيمية المختارة، وأي مواد رابطة أو مشتتات أو إضافات إضافية.
2. الظروف التشغيلية - ملف درجة الحرارة، الجو، مادة القالب، سطح التجميد، وما إلى ذلك.

في البداية، يجري اختيار نظام المواد بناءً على نوع الهيكل النهائي المطلوب. ركزت هذه المراجعة على الماء كوسيلة للتجميد، ولكن هناك بعض المذيبات الأخرى التي يمكن استخدامها. ومن الجدير بالذكر أن الكامفين هو مذيب عضوي يكون شمعيًا في درجة حرارة الغرفة. يؤدي تجميد هذا المحلول إلى إنتاج بلورات شجرية متفرعة للغاية. ومع ذلك، بمجرد تحديد نظام المواد، فإن الجزء الأكبر من التحكم في البنية الدقيقة يأتي من الظروف التشغيلية الخارجية مثل مادة القالب وتدرج درجة الحرارة.

### التحكم في حجم المسام
يمكن وصف الطول الموجي للبنية الدقيقة (متوسط المسام + سمك الجدار) كدالة في سرعة التصلب v(λ=Av−n) حيث تعتمد A على تحميل المواد الصلبة. هناك طريقتان يمكن من خلالهما التحكم في حجم المسام. الطريقة الأولى هي تغيير سرعة التصلب مما يؤدي بعد ذلك إلى تغيير الطول الموجي للبنية الدقيقة، أو يمكن تغيير تحميل المواد الصلبة. وبذلك، تتغير نسبة حجم المسام إلى حجم الجدار. غالبًا ما يكون من الأفضل تغيير سرعة التصلب نظرًا لأن الحد الأدنى من التحميل الصلب يكون مرغوبًا عادةً. نظرًا لأن حجم البنية الدقيقة (λ) يتناسب عكسيًا مع سرعة الجبهة المتجمدة، فإن السرعات الأعلى تؤدي إلى هياكل أدق، في حين تُنتج السرعات الأبطأ بنية دقيقة خشنة. لذلك، يعد التحكم في سرعة التصلب أمرًا بالغ الأهمية للتمكن من التحكم في البنية الدقيقة.

### التحكم في شكل المسام
يمكن أن تكون المواد المضافة مفيدة للغاية ومتنوعة في تغيير شكل المسام. تعمل هذه العناصر عن طريق التأثير على حركية النمو والبنية الدقيقة للجليد بالإضافة إلى طوبولوجيا واجهة الجليد والماء. تعمل بعض المواد المضافة عن طريق تغيير مخطط الطور للمذيب. على سبيل المثال، الماء وكلوريد الصوديوم لهما مخطط طوري أصهري (إيوتكتيكي). عندما يُضاف كلوريد الصوديوم إلى مستعلق الصب بالتجميد، يجري فصل طور الصلب الجليدي والمناطق السائلة بواسطة منطقة حيث يمكن للمواد الصلبة والسائلة التواجد. يجري إزالة هذه المنطقة المالحة أثناء التسامي، ولكن وجودها له تأثير قوي على البنية الدقيقة للسيراميك المسامي. تعمل الإضافات الأخرى إما عن طريق تغيير طاقات السطح البيني بين المادة الصلبة/السائلة والجسيم/السائل، أو تغيير لزوجة المستعلق، أو درجة نقص التبريد في النظام. وقد أجريت دراسات على الجلسرين، والسكروز، والإيثانول، وحمض الأسيتيك والمزيد.

#### أنماط تعريف التجميد الثابتة مقابل الديناميكية
إذا استُخدم إعداد الصب بالتجميد بدرجة حرارة ثابتة على جانبي نظام التجميد (الصب بالتجميد الثابت)، فإن سرعة التصلب الأمامي في منطقة الحالة المستقرة سوف تنخفض بمرور الوقت بسبب زيادة المخزن الحراري الناتج عن جبهة الجليد المتنامية. عندما يحدث هذا، يجري إعطاء المزيد من الوقت لبلورات الجليد المتباينة الخواص لتنمو بشكل عمودي على اتجاه التجمد (المحور c)، مما يؤدي إلى تكوين بنية ذات صفائح جليدية تزداد سمكًا على طول العينة.
لضمان سلوك التصلب شديد التباين، ولكن يمكن التنبؤ به داخل منطقة الحالة المستقرة SSZ، يُفضل أنماط التجميد الديناميكية. باستخدام التجميد الديناميكي، يمكن التحكم في سرعة جبهة التصلب، وبالتالي حجم بلورة الجليد، من خلال تغيير تدرج درجة الحرارة. يعمل التدرج الحراري المتزايد على مواجهة تأثير العازل الحراري المتزايد الذي تفرضه الجبهة الجليدية المتنامية. لقد ثبت أن انخفاض درجة الحرارة بشكل خطي على أحد جانبي القالب المتجمد سيؤدي إلى سرعة تصلب شبه ثابتة، مما يؤدي إلى ظهور بلورات جليدية بسمك ثابت تقريبًا على طول منطقة الحالة المستقرة للعينة بأكملها. ومع ذلك، وكما أشار واشكيز وآخرون، حتى مع سرعة التصلب الثابتة، فإن سمك بلورات الجليد يزداد قليلاً أثناء التجميد. وعلى النقيض من ذلك، أظهر فلودر وآخرون أن التغير الأسّي في درجة الحرارة عند صفيحة التبريد يؤدي إلى سمك ثابت لبلورات الجليد داخل منطقة الحالة المستقرة SSZ الكاملة، والذي يُعزى إلى سرعة ثابتة قابلة للقياس لجبهة الجليد في دراسة مميزة. يتيح هذا النهج التنبؤ بسرعة الجبهة الجليدية من المعاملات الحرارية للمستعلق. وبالتالي، إذا كانت العلاقة الدقيقة بين قطر المسام وسرعة الجبهة الجليدية معروفة، فمن الممكن تحقيق التحكم الدقيق في قطر المسام.

### تباين حركية الواجهة
حتى لو كان التدرج في درجة الحرارة داخل الملاط عموديًا تمامًا، فمن الشائع رؤية إمالة أو انحناء الصفائح أثناء نموها عبر المستعلق. ولتوضيح ذلك، من الممكن تحديد اتجاهين مختلفين للنمو لكل بلورة جليدية. هناك اتجاه يُحدد من خلال التدرج في درجة الحرارة، واتجاه يُحدد من خلال اتجاه النمو المفضل من الناحية البلورية. غالبًا ما تكون هذه الزوايا متعارضة مع بعضها البعض، وسيصف توازنها ميلان البلورة.
تساعد اتجاهات النمو غير المتداخلة أيضًا في تفسير سبب رؤية القوام الشجيري غالبًا في القوالب المجمدة. عادةً ما نعثر على هذا النسيج فقط على جانب كل شريحة؛ اتجاه التدرج الحراري المفروض. ويُظهر الهيكل الخزفي المتبقي الصورة السلبية لهذه الخلايا الشجرية. في عام 2013، لاحظ ديفيلي وآخرون أن دورية هذه التشعبات (المسافة من الطرف إلى الطرف) تبدو في الواقع مرتبطة بسُمك البلورة الأساسية.

### تأثيرات تعبئة الجسيمات
حتى الآن، كان التركيز في الغالب على بنية الجليد نفسه؛ حيث كانت الجسيمات مجرد فكرة لاحقة في عملية القالب، ولكن في الواقع، يمكن للجسيمات أن تلعب دورًا مهمًا أثناء عملية الصب بالتجميد. اتضح أن ترتيب الجسيمات يتغير أيضًا كدالة في ظروف التجميد. على سبيل المثال، أظهر الباحثون أن سرعة التجميد لها تأثير ملحوظ على خشونة الجدار. تؤدي معدلات التجميد السريعة إلى إنتاج جدران أكثر خشونة حيث لا تُمنح الجسيمات وقتًا كافيًا لإعادة ترتيبها. يمكن أن يكون هذا مفيدًا عند تطوير أغشية نقل الغاز النفاذة حيث يمكن للالتواء tortuosity والخشونة أن تعيق تدفق الغاز. وقد تبين أيضًا أن بلورات z وبلورات r لا تتفاعل مع الجسيمات السيراميكية بنفس الطريقة. تتجمع الجسيمات في بلورات z في المستوى x-y بينما تتجمع الجسيمات في بلورات r في اتجاه z بشكل أساسي. في الواقع، تقوم بلورات r بتعبئة الجسيمات بكفاءة أكبر من بلورات z، وبسبب هذا، يتغير جزء مساحة الطور الغني بالجسيمات (1 - جزء مساحة بلورات الجليد) عندما يتحول تعداد البلورات من خليط من بلورات z وبلورات r إلى بلورات z فقط. بدءًا من المكان الذي تبدأ فيه بلورات الجليد أولاً باستبعاد الجسيمات، مما يشير إلى بداية منطقة الانتقال، لدينا أغلبية من بلورات r وقيمة عالية لجزء الطور الغني بالجسيمات. يمكننا أن نفترض أنه نظرًا لأن سرعة التصلب لا تزال سريعة، فلن يحدث تجميع الجسيمات بكفاءة. ومع ذلك، مع تباطؤ معدل التصلب، تنخفض نسبة مساحة المرحلة الغنية بالجسيمات، مما يشير إلى زيادة في كفاءة التعبئة. وفي الوقت نفسه، تجري عملية النمو التنافسي، حيث يحدث استبدال بلورات r ببلورات z. عند نقطة معينة تقترب من نهاية منطقة الانتقال، ترتفع نسبة الطور الغني بالجسيمات بشكل حاد نظرًا لأن بلورات z أقل كفاءة في تعبئة الجسيمات من بلورات r. تشير قمة هذا المنحنى إلى النقطة التي تتواجد فيها بلورات z فقط (منطقة الحالة المستقرة SSZ). أثناء النمو في الحالة المستقرة، بعد الوصول إلى الحد الأقصى لجزء الطور الغني بالجسيمات، تزداد كفاءة التعبئة مع تحقيق الحالة المستقرة. في عام 2011، شرع الباحثون في جامعة ييل في استكشاف التعبئة المكانية الفعلية للجسيمات داخل الجدران. باستخدام تشتت الأشعة السينية بزاوية صغيرة (SAXS)، قاموا بتوصيف حجم الجسيمات وشكلها والتباعد بين الجسيمات لـ 32 نانومتر من مستعلقات السيليكا النانوية التي جرى تجميدها بسرعات مختلفة. وأشارت المحاكاة الحاسوبية إلى أنه بالنسبة لهذا النظام، لا ينبغي للجسيمات داخل الجدران أن تتلامس، بل ينبغي فصلها عن بعضها البعض بواسطة أغشية رقيقة من الجليد. ومع ذلك، كشف الاختبار أن الجسيمات كانت في الواقع متلامسة، وأكثر من ذلك، فقد اكتسبت مورفولوجيا مضغوطة لا يمكن تفسيرها من خلال عمليات التكثيف المتوازنة النموذجية.

### عدم الاستقرار المورفولوجي
في عالم مثالي، فإن التركيز المكاني للجسيمات داخل منطقة الحالة المستقرة سوف يظل ثابتًا طوال عملية التصلب. ومع ذلك، فإن تركيز الجسيمات يتغير أثناء الضغط، وهذه العملية حساسة للغاية لسرعة التصلب. عند معدلات التجميد المنخفضة، تحدث الحركة البراونية، مما يسمح للجسيمات بالتحرك بسهولة بعيدًا عن الواجهة الصلبة والسائلة والحفاظ على مستعلق متجانس. في هذه الحالة، يكون الجزء المستعلق دائمًا أكثر دفئًا من الجزء المتصلب. عند سرعات التصلب السريعة، مع الاقتراب من Vc، يزداد التركيز وتدرج التركيز عند واجهة المادة الصلبة والسائلة لأن الجسيمات لا يمكنها إعادة التوزيع في وقت قريب بما فيه الكفاية. عندما يحدث تراكمها بشكل كافٍ، تكون نقطة تجمد المستعلق أقل من التدرج الحراري في المحلول ويمكن أن يحدث عدم استقرار مورفولوجي. في الحالات التي يتسرب فيها تركيز الجسيمات إلى طبقة الانتشار، تنخفض كل من درجة الحرارة الفعلية ودرجة التجمد إلى ما دون درجة التجمد المتوازنة مما يؤدي إلى إنشاء نظام غير مستقر. في كثير من الأحيان، تؤدي هذه المواقف إلى تكوين ما يعرف بالعدسات الجليدية.
يمكن أن تؤدي عدم الاستقرارات المورفولوجية هذه إلى احتجاز الجسيمات، مما يمنع إعادة التوزيع الكامل ويؤدي إلى توزيع غير متجانس للمواد الصلبة على طول اتجاه التجمد بالإضافة إلى انقطاعات في الجدران الخزفية، مما يخلق فراغات أكبر من المسام الجوهرية داخل جدران السيراميك المسامي.

## الخواص الميكانيكية
تركز معظم الأبحاث في الخصائص الميكانيكية للهياكل المصبوبة بالتجميد على القوة الانضغاطية للمادة وسلوكها الخاضع للضغوط المتزايدة. وفقًا لأشبي Ashby، يمكن نمذجة الخصائص الميكانيكية لهيكل مسام مفتوح مصبوب بالتجميد تقريبًا باستخدام مادة صلبة خلوية متباينة الخواص. وتشمل هذه المواد التي تحدث بشكل طبيعي مثل الفلين والخشب والتي تمتلك خصائص ذات هياكل متباينة الخواص، وبالتالي خصائص ميكانيكية تعتمد على الاتجاه. قام دونيوس وآخرون بالتحقيق في الطبيعة المتباينة الخواص للهلاميات الهوائية المصبوبة بالتجميد، ومقارنة قوتها الميكانيكية بالهلاميات الهوائية المصبوبة بالتجميد المتساوية الخواص. ووجد الباحثون أن معامل يونج للبنية المتباينة الخواص كان أعلى بشكل ملحوظ من معامل الهلاميات الهوائية المتساوية الخواص، وخاصة عند اختباره بالتوازي مع اتجاه التجميد. إن معامل يونج أعلى بعدة أوامر من حيث الحجم في الاتجاه الموازي مقارنة بالاتجاه العمودي على التجميد، مما يدل على الخواص الميكانيكية المتباينة الخواص.
يمكن تصنيف السلوك الميكانيكي للهيكل المصبوب بالتجميد إلى مناطق متمايزة. في السلالات المنخفضة، تتبع الصفائح سلوكا مرنا خطيا. هنا، تنحني الصفائح تحت الضغط، وبالتالي تنحرف. وفقا لآشبي، يمكن حساب هذا الانحراف من نظرية الحزمة المفردة single beam theory، حيث يكون كل قسم من الأقسام الخلوية مثاليا ليكون على شكل مكعب حيث يفترض أن كل جدار من جدران الخلايا يكون شبيه بالحزمة مع قاعدة مربعة. بناء على هذا المثالية، فإن مقدار الانحناء {\displaystyle \delta } في جدران الخلايا تحت قوة ضاغطة {\displaystyle F} يعطى بواسطة {\displaystyle \delta ={\frac {C_{1}Fl^{3}}{12E_{s}I}}}
حيث: {\displaystyle l} هو طول كل خلية، و{\displaystyle I} هي العزم الثاني من المنطقة، و{\displaystyle E_{s}} هو معامل يونغ لمادة جدار الخلية، و {\displaystyle C_{1}} هو ثابت يعتمد على الهندسة. علاوة على ذلك، نجد أن معامل يونغ للهيكل بأكمله {\displaystyle E} يتناسب مع مربع الكثافة النسبية: {\displaystyle {\frac {E}{E_{s}}}=C_{2}({\frac {\rho }{\rho _{s}}})^{2}}. هذا يدل على أن كثافة المادة هي عامل مهم عند تصميم الهياكل التي يمكنها تحمل الأحمال، وأن معامل يونغ للهيكل يُحدَد بشكل كبير من خلال مسامية الهيكل. بعد المنطقة الخطية، تبدأ الصفائح في الانغلاق بشكل مرن وتشوه بشكل غير خطي. في منحنى الإجهاد والانفعال، يظهر هذا على شكل هضبة مسطحة. ييُحسب الحمل الحرج الذي يبدأ عنده الالتواء بواسطة العلاقة التالية:
{\displaystyle F_{cr}={\frac {n^{2}\pi ^{2}E_{s}I}{l^{2}}}}
حيث: {\displaystyle n^{2}} هو ثابت يعتمد على القيود الحدودية للهيكل. هذه هي واحدة من آليات الفشل الرئيسية لتجميد المواد المصبوبة. ويُحسب الحد الأقصى من الضغط الذي يمكن أن تحافظ عليه مادة صلبة مسامية متباينة الخواص {\displaystyle \sigma ^{*}=\sigma _{s}{\frac {\rho }{\rho _{s}}}} حيث {\displaystyle \sigma _{s}} هو إجهاد الكسر للمواد السائبة. توضح هذه النماذج أن اختيار المواد السائبة يمكن أن يؤثر بشكل كبير على الاستجابة الميكانيكية للهياكل المصبوبة بالتجميد تحت الضغط. يمكن أن تؤثر السمات المجهرية الأخرى مثل السماكة الصفائحية ومورفولوجيا المسام ودرجة المسامية الكبيرة بشكل كبير على قوة الانضغاط ومعامل يونغ لهذه الهياكل شديدة التباين.

## تقنيات الصب بالتجميد الجديدة

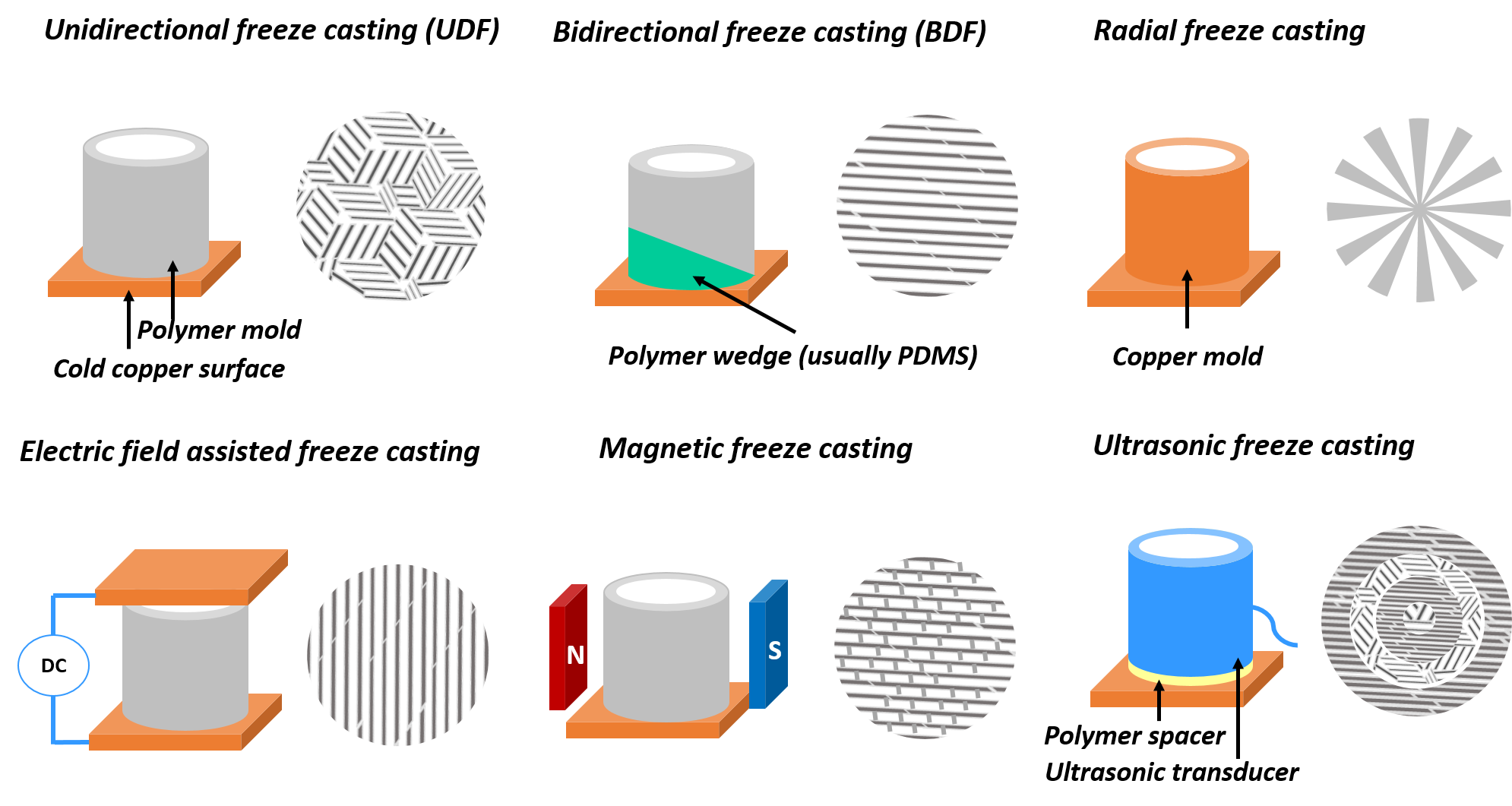
طرق الصب بالتجميد والهياكل الصفائحية التي تنتجها

يمكن تطبيق الصب بالتجميد لإنتاج بنية مسامية متوازية من كتل بناء متنوعة بما في ذلك السيراميك والبوليمرات والجزيئات الحيوية الكبيرة والجرافين وأنابيب الكربون النانوية. طالما أن هناك جزيئات يمكن رفضها بواسطة جبهة التجميد التقدمية، فإن البنية النموذجية ممكنة. من خلال التحكم في تدرجات التبريد وتوزيع الجسيمات أثناء الصب بالتجميد، باستخدام وسائل فيزيائية مختلفة، يمكن التحكم في اتجاه الصفائح في هياكل الصب بالتجميد التي نحصل عليها لتوفير أداء محسن في المواد المطبقة المتنوعة. أظهر مونش وآخرون أنه من الممكن التحكم في الترتيب والتوجيه طويل المدى للبلورات العمودية على اتجاه النمو من خلال إنشاء قالب لسطح النواة. تعمل هذه التقنية على توفير مواقع تكوين نووية ذات طاقة أقل للتحكم في نمو البلورات وترتيبها الأولي. يمكن أيضًا التأثير على اتجاه بلورات الجليد من خلال تطبيق المجالات الكهرومغناطيسية كما بينه Tang وآخرون في عام 2010، وPorter وآخرون في عام 201، و Yin وآخرون في عام 2021. باستخدام إعدادات متخصصة، تمكن الباحثون من إنشاء قوالب تجميد محاذية شعاعيًا ومصممة خصيصًا للتطبيقات الطبية الحيوية وتطبيقات الترشيح أو فصل الغازات. مستوحى من الطبيعة، تمكن العلماء أيضًا من استخدام المواد الكيميائية المنسقة والمحفوظة بالتبريد لإنشاء بنيات دقيقة مميزة بشكل ملحوظ.

## المواد المصبوبة بالتجميد
غالبًا ما يُشار إلى الجسيمات التي يجري تجميعها في مواد مسامية مصطفة في عمليات الصب بالتجميد باسم كتل البناء. مع انتشار تقنية الصب بالتجميد، توسع نطاق المواد المستخدمة. في السنوات الأخيرة، تم استخدام الجرافين وأنابيب الكربون النانوية لتصنيع هياكل مسامية متحكم فيها باستخدام طرق الصب بالتجميد، حيث غالبًا ما تُظهر المواد خصائص متميزة. على عكس مواد الهلام الهوائي المنتجة دون قوالب جليدية، فإن الهياكل المصبوبة بالتجميد من المواد النانوية الكربونية تتميز بميزة امتلاك مسام مصطفة، مما يسمح، على سبيل المثال، بتركيبات لا مثيل لها من الكثافة المنخفضة والتوصيل العالي.

## تطبيقات المواد المصبوبة بالتجميد
تتميز عملية الصب بالتجميد بقدرتها على إنتاج هياكل مسامية متوازية. غالبًا ما توجد مثل هذه الهياكل في الطبيعة، وبالتالي ظهر الصب بالتجميد كأداة قيمة لتصنيع الهياكل الحيوية. أدى نقل السوائل عبر المسام المتوازية إلى استخدام الصب بالتجميد كطريقة للتطبيقات الطبية الحيوية بما في ذلك مواد دعامة العظام. كما أن محاذاة المسام في الهياكل المصبوبة بالتجميد تمنح أيضًا مقاومة حرارية عالية بشكل غير عادي في الاتجاه العمودي على المسام المحاذية. يمثل الصب بالتجميد للألياف المسامية المتراصة بواسطة عمليات الغزل طريقة واعدة لتصنيع الملابس العازلة عالية الأداء.

## قراءة إضافية
- Lottermoser، A. (1908). "Uber das Ausfrieren von Hydrosolen". Chemische Berichte. ج. 41 ع. 3: 532–540. DOI:10.1002/cber.19080410398. مؤرشف من الأصل في 2021-12-08.
- J. Laurie, Freeze Casting: a Modified Sol-Gel Process, University of Bath, UK, Ph.D. Thesis, 1995
- M. Statham, Economic Manufacture of Freeze-Cast Ceramic Substrate Shapes for the Spray-Forming Process, Univ. Bath, UK, Ph.D. Thesis, 1998
- S. Deville, "Freezing Colloids: Observations, Principles, Control, and Use." Springer, 2017
- Wegst، Ulrike G. K.؛ Kamm، Paul H.؛ Yin، Kaiyang؛ García-Moreno، Francisco (25 أبريل 2024). "Freeze casting". Nature Reviews Methods Primers. ج. 4 ع. 1. DOI:10.1038/s43586-024-00307-5.

## روابط خارجية
- موقع ويب يحتوي على مجموعة بيانات كبيرة، مما يسمح بإنشاء الرسوم البيانية.